# Nassau William Senior
Nassau William Senior (1790 – 1864) fue un jurista inglés, conocido principalmente por sus publicaciones como economista. También fue consejero del gobierno sobre economía y política social
Fue educado en el Eton College y en el Magdalen College de la Universidad de Oxford; en la universidad fue alumno privado de Richard Whately, con quien permaneció conectado por lazos de amistad de por vida. Obtuvo el grado de Bachelor of Arts en 1811 y se convirtió en Vinerian Scholar en 1813.

## Publicaciones
Senior contribuyó a las publicaciones Quarterly Review, Edinburgh Review, London Review y North British Review con artículos sobre política y economía.

### Economía
Sus escritos sobre teoría económica constan de un artículo en la Encyclopædía Metropolitana, más tarde publicados como An Outline of the Science of Political Economy (1836), y sus clases en Oxford. Se imprimieron:
- An Introductory Lecture on Political Economy (Londres: John Murray, 1827).
- Two Lectures on Population, con una correspondencia entre el autor y Malthus (1829).
- Three Lectures on the Transmission of the Precious Metals from Country to Country, and the Mercantile Theory of Wealth (1828).
- Three Lectures on the Cost of obtaining Money, and on some Effects of Private and Government Paper Money (Londres: John Murray, 1830).
- Three Lectures on the Rate of Wages (1830, 2.ª ed. 1831).
- A Lecture on the Production of Wealth (1847).
- Four Introductory Lectures on Political Economy (1852).

Varias de sus conferencias fueron traducidas al francés por M. Arrivabne bajo el título de Principes Fondamentaux d'Economie Politique (1835).

### Política social
Senior también escribió sobre temas administrativos y sociales:
- Report on the Depressed State of the Agriculture of the United Kingdom. In: The Quarterly Review (1821), p. 466–504
- A Letter to Lord Howick on a Legal Provision for the Irish Poor, Commutation of Tithes and a Provision for the Irish Roman Catholic Clergy (1831, 3rd ed., 1832, with a preface containing suggestions as to the measures to be adopted in the present emergency)
- Statement of the Provision for the Poor and of the Condition of the Laboring Classes in a considerable portion of America and Europe, being the Preface to the Foreign Communications in the Appendix to the Poor Law Report (1835)
- On National Property, and on the Prospects of the Present Administration and of their Successors (anon.; 1835)
- Letters on the Factory Act, as it affects the Cotton Manufacture (1837)
- Suggestions on Popular Education (1861)
- American Slavery (in part a reprint from the Edinburgh Review, 1862)
- An Address on Education delivered to the Social Science Association (1863)

Sus contribuciones a revistas han sido publicadas en volúmenes titulados:  Essays on Fiction (1864); Biographical Sketches (1865) y Historical and Philosophical Essays (1865).
- Journals, Conversations and Essays relating to Ireland (1868)
- Journals kept in France and Italy from 1848 to 1852, with a Sketch of the Revolution of 1848 (1871)
- Conversations with Thiers, Guizot and other Distinguished Persons during the Second Empire (1878)
- Conversations with Distinguished Persons during the Second Empire, from 1860 to 1863 (1880)
- Conversations and Journals in Egypt and Malta (1882)
- Correspondence and Conversations with Alexis de Tocqueville from 1834 to 1859. (1872)